# مرد مشکل‌ساز (فیلم ۲۰۲۵)
مرد مشکل‌ساز (Trouble Man) یک فیلم کمدی اکشن آمریکایی محصول سال ۲۰۲۵ به کارگردانی، نویسندگی و بازیگری مایکل جای وایت است. این فیلم داستان جکسن، یک پلیس سابق که اکنون کارآگاه پلیس آتلانتا شده است، را دنبال می‌کند که برای یافتن ستاره موسیقی گمشده استخدام می‌شود.
این فیلم در ۱۲ ژوئن ۲۰۲۵ در جشنواره فیلم سیاه‌پوستان آمریکا به نمایش درآمد و در ۱ اوت ۲۰۲۵ در ایالات متحده اکران می‌شود.

## داستان
جکسن، یک پلیس سابق که حالا به عنوان کارآگاه خصوصی در آتلانتا فعالیت می‌کند، مأمور می‌شود تا جهاری، یک ستاره گمشده موسیقی را پیدا کند. تحقیقات جکسن نشان می‌دهد که ناپدید شدن جهاری به یک توطئه بزرگتر گره خورده است، موضوعی که او را وادار می‌کند تا هم به اطرافیانش و هم به گذشته خود شک کند…

## ساخت
در دسامبر ۲۰۲۳، تولید فیلم به پایان رسید. ساموئل گلدوین فیلمز به عنوان شرکت تأمین مالی فعالیت داشته است.